# Liste der Monuments historiques in Champniers (Vienne)
Die Liste der Monuments historiques in Champniers (Vienne) führt die Monuments historiques in der französischen Gemeinde Champniers auf.

## Liste der Bauwerke
| Bezeichnung      | Beschreibung              | Standort | Kennzeichnung | Schutzstatus | Datum | Bild           |
| ---------------- | ------------------------- | -------- | ------------- | ------------ | ----- | -------------- |
| Kirche St-Martin | Erbaut im 12. Jahrhundert | (Lage)   | PA00132883    | Classé       | 1994  | weitere Bilder |

## Liste der Objekte

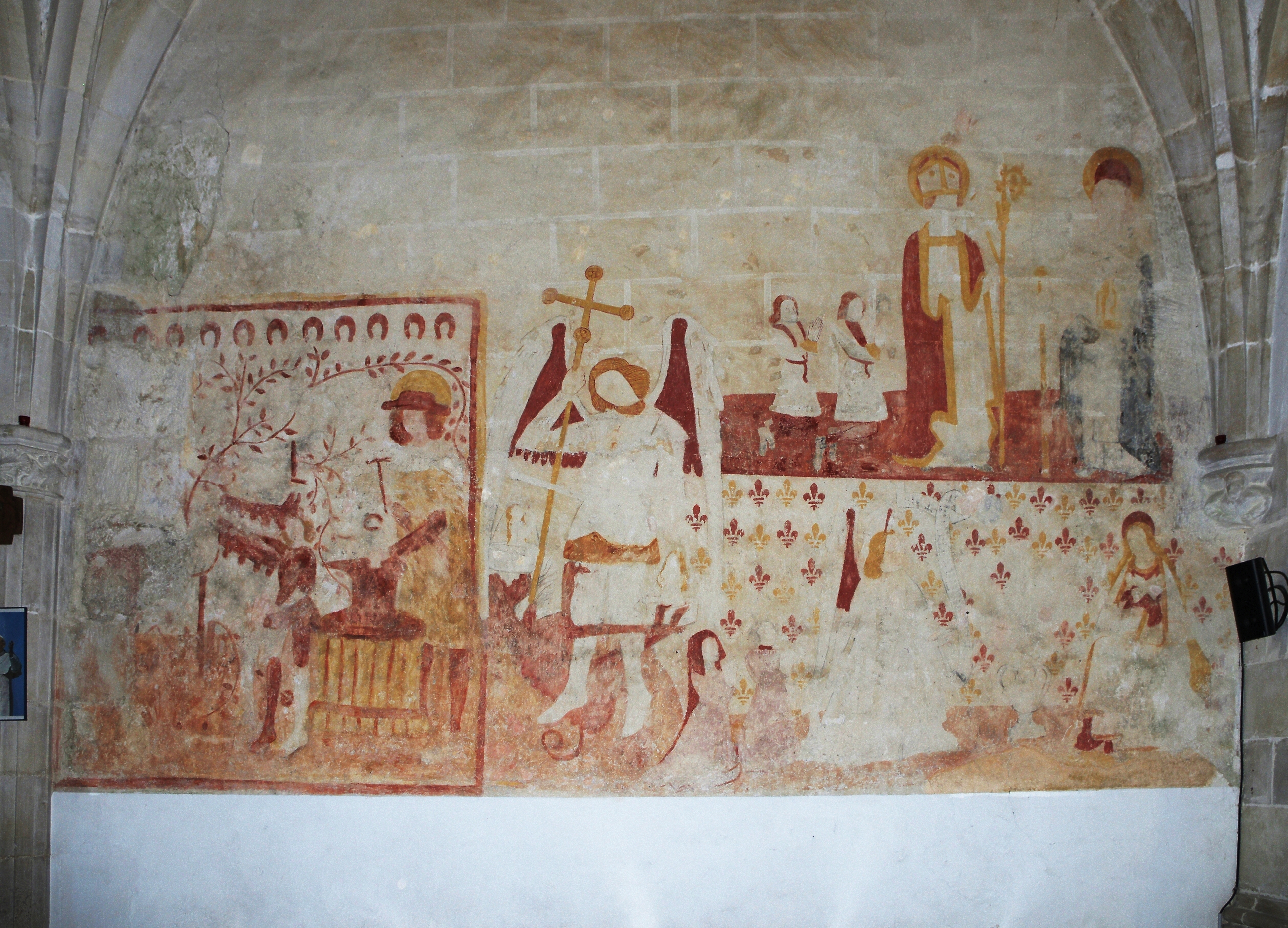
Wandmalerei in der Kirche St-Martin

- Monuments historiques (Objekte) in Champniers (Vienne) in der Base Palissy des französischen Kultusministeriums